# Stephan Helmich
Stephan Helmich (Hellmich), in der Literatur auch als Hellmich, Helwik, Helwek, Helwig und Hellig bezeichnet  (* um 1734 in Zinnwald, Böhmen, heute Cínovec, Tschechien; † 10. Februar 1812 in Sankt Marx (Wien)), war ein österreichischer Klavier- und Orgelbauer. Am 6. Februar 1779 legte er in Wien den Bürgereid ab; er verstarb mittellos.
Stephan Helmich ehelichte 1773 nach dem Tod von Matthias Jesswagner dessen Witwe Rosalia, geb. Gutmayr aus Stockerau und führte zunächst unter dem Namen Johann Hencke dessen Orgelbaubetrieb fort. Erst 1779 erhielt er eine eigene Berechtigung zur Führung eines eigenen Orgelbaubetriebes.
Helmich war vorwiegend für den Servitenorden tätig. Nachgewiesen ist, dass er 1777 eine Orgel für die Wiener Servitenkirche (heute Roßauer Pfarrkirche) fertigte, die jedoch 1862 durch einen Neubau ersetzt wurde. 1778 baute er eine Orgel mit 19 Register für die Wallfahrtskirche Mariahilfberg in Gutenstein und 1782 eine 17-registrige Orgel für die Wallfahrtskirche Maria Langegg in Maria Langegg, heute zur Gemeinde Bergern im Dunkelsteinerwald gehörend.

## Werkliste
| Jahr | Opus | Ort           | Gebäude                        | Bild | Manuale | Register | Bemerkungen |
| ---- | ---- | ------------- | ------------------------------ | ---- | ------- | -------- | ----------- |
| 1778 |      | Gutenstein    | Wallfahrtskirche Mariahilfberg |      | II/P    | 19       | [ 3 ]       |
| 1782 |      | Maria Langegg | Wallfahrtskirche Mariahilfberg |      | II/P    | 17       |             |